# Homocyclops ater
Homocyclops ater är en kräftdjursart som först beskrevs av Herrick 1882.  Homocyclops ater ingår i släktet Homocyclops och familjen Cyclopidae. Inga underarter finns listade i Catalogue of Life.